# Guerra mundial

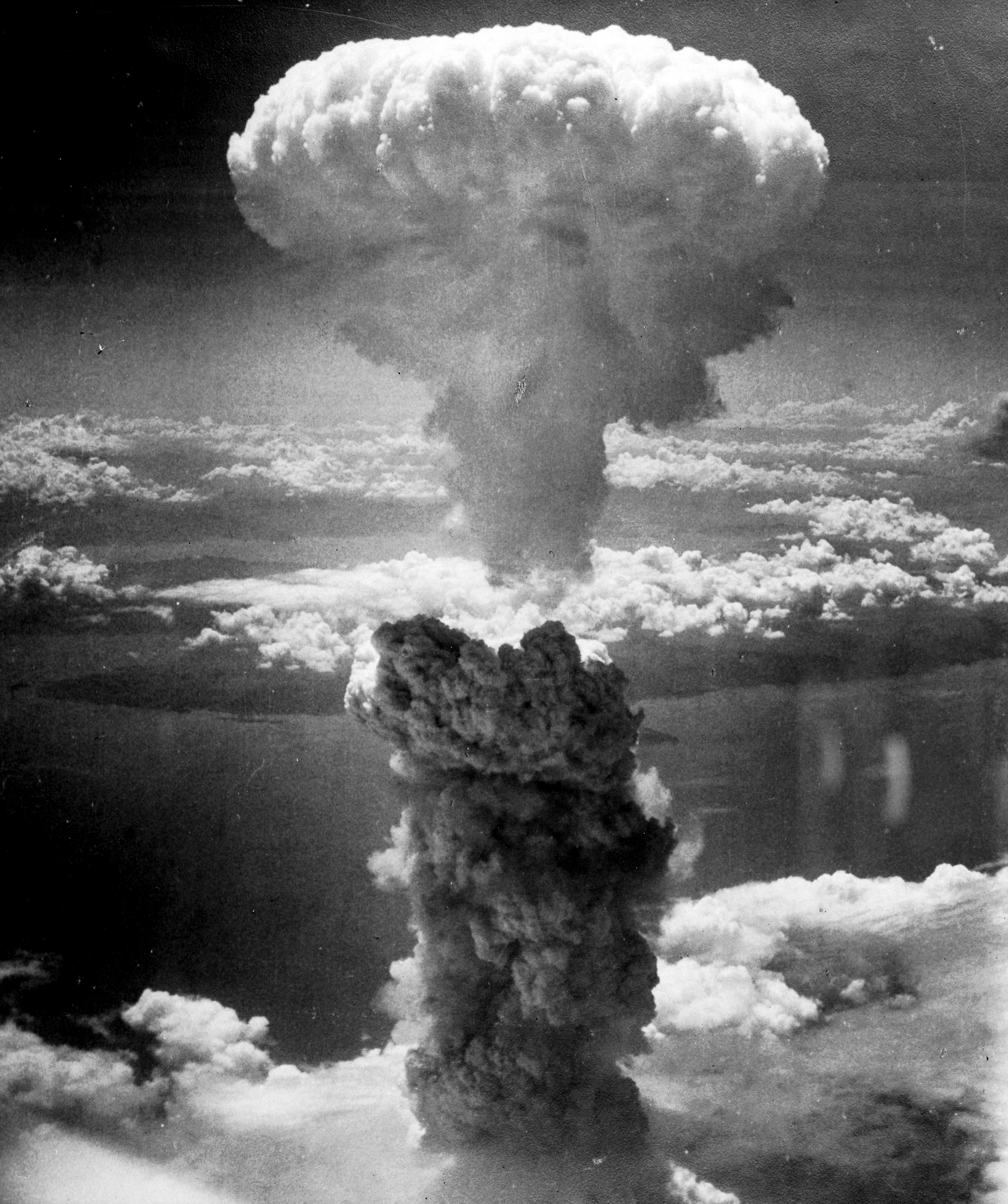
A nuvem em forma de cogumelo deixada pela bomba atômica que explodiu a 550 metros de altitude no centro de Nagasaki, Japão, a 9 de agosto de 1945, atingiu 18 quilômetros de altura.

Uma guerra mundial é um conflito internacional que envolve a maioria ou todas as principais potências do mundo. Convencionalmente, o termo é reservado para dois grandes conflitos internacionais que ocorreram durante a primeira metade do século XX, a Primeira Guerra Mundial (1914-1918) e a Segunda Guerra Mundial (1939-1945), embora alguns historiadores também tenham caracterizado outros conflitos globais como guerras mundiais, como a Guerra dos Nove Anos, a Guerra da Sucessão Espanhola, a Guerra dos Sete Anos, as Guerras Napoleônicas, a Guerra Fria e a Guerra ao Terror.

## Única guerra mundial
Certos cientistas, a exemplo de Arno Mayer e George Steiner, analisam as duas guerras mundiais do século XX como uma única guerra, com um longo armistício caracterizados por uma paz precária na qual beligerantes "descansaram" da Grande Guerra (1914–1918) para retomar as efetivas agressões poucos anos depois na década de 1930. Assim referem-se como a "Segunda Guerra dos Trinta Anos" ou a "Guerra dos Trinta Anos do Século XX" — em alusão à Guerra dos Trinta Anos, ocorrida no século XVII e geradora do sistema da Paz de Vestfália. Tal concepção recebe críticas por transparecer que o conflito de 1939–1945 tenha sido evento inevitável decorrente da guerra anterior.
Além disso, esse período é também referido como a "crise dos trinta anos (1914-1945)", uma denominação também do historiador Arno Mayer (parafraseando o título de um estudo de E. H. Carr que foi praticamente contemporâneo aos acontecimentos). Trata-se das três críticas décadas que incluem as duas guerras mundiais e o conturbado Período entreguerras, com a decomposição dos impérios austro-húngaro, turco-otomano e russo; a agudização das tensões sociais que levaram a conflitos armados como as revoluções mexicana, a russa e a chamada Revolução espanhola simultânea à Guerra civil, e guerras internas como a guerra anglo-irlandesa, cujo cessar-fogo desencadeou uma guerra civil na Irlanda depois de haver obtido a independência; a crise do sistema capitalista manifesta desde a Quinta-Feira Negra de 1929; e o surgimento dos fascismos e sistemas políticos autoritários. Paralelamente, se desenvolveram os primeiros Estados Sociais de Direito, como a República de Weimar, práticas de pacto social como os Acordos Matignon, e se aplicam as teorias econômicas de John Maynard Keynes (divergentes do liberalismo clássico) nos programas intervencionistas do New Deal de Franklin Delano Roosevelt. A correspondente crise intelectual se manifestou nas mudanças revolucionárias de paradigmas científicos e na revolução estética das vanguardas. Estendeu-se a consciência de ter entrado em um mundo radicalmente novo, em que a ordem social tradicional havia se subvertido para sempre, e caracterizada pelo protagonismo das massas ante às quais as elites buscavam novas formas de controle (conceito de Manufacturing consent do periodista Walter Lippmann e Edward Bernays, sobrinho de Freud, que aplicou as técnicas da psicanálise à publicidade e às relações públicas na dinâmica sociedade estadunidense; obras de grande altura intelectual, como O Declínio do Ocidente de Oswald Spengler o A Rebelião das Massas de José Ortega y Gasset).

## Conflitos globais
| Evento                                     | Estimativas mais baixas de mortes | Estimativas mais altas de mortes | Localização | Início | Fim      | Duração (anos) |
| ------------------------------------------ | --------------------------------- | -------------------------------- | --- | ------ | -------- | -------------- |
| Guerra dos Nove Anos                       | 680.000                           |                                  | Europa, América do Norte, América do Sul, Ásia | 1688   | 1697     | 9              |
| Guerra da Sucessão Espanhola               | 700.000                           | 1.251.000                        | Europa, América do Norte, América do Sul, África | 1701   | 1714     | 13             |
| Guerra de Sucessão Austríaca               | 359.000                           |                                  | Europa, América do Norte, América do Sul, Ásia | 1740   | 1748     | 8              |
| Guerra dos Sete Anos                       | 992.000                           | 1.500.000                        | Europa, América do Norte, América do Sul, África, Ásia | 1754   | 1763     | 9              |
| Guerra de Independência dos Estados Unidos | 217.000                           | 262.000                          | América do Norte, Gibraltar, Ilhas Baleares, Ásia, África, Mar do Caribe, Oceano Atlântico, Oceano Índico                                                  | 1775   | 1783     | 8              |
| Guerras Revolucionárias Francesas          | 663.000                           |                                  | Europa, Egito, Oriente Médio, Oceano Atlântico, Caribe, Oceano Índico                                                                                      | 1792   | 1802     | 9              |
| Guerras Napoleônicas                       | 1.800.000                         | 7.000.000                        | Europe, Oceano Atlântico, Mar Mediterrâneo, Mar do Norte, Rio da Prata, Guiana Francesa, Índias Ocidentais, Oceano Índico, América do Norte, Transcaucásia | 1803   | 1815     | 13             |
| Primeira Guerra Mundial                    | 15.000.000                        | 65.000.000                       | Global | 1914   | 1918     | 4              |
| Segunda Guerra Mundial                     | 40.000.000                        | 85.000.000                       | Global | 1939   | 1945     | 6              |
| Guerra Fria                                |                                   |                                  | Global | 1947   | 1991     | 47             |
| Guerra ao Terror                           | 4.500.000                         | 4.600.000                        | Global | 2001   | Presente | 22             |